# Svépomoc (Ukrajina)
Svépomoc (ukrajinsky: Об'єднання «Самопоміч») je ukrajinská politická strana, založená v roce 2012. Předsedou je lvovský starosta Andrij Sadovyj. Ve volbách do Verchovné rady (2014) získala 33 křesel.

## Ideologie
Strana se hlásí ke křesťansko-demokratickým hodnotám.